# إعادة التدوير للأفضل

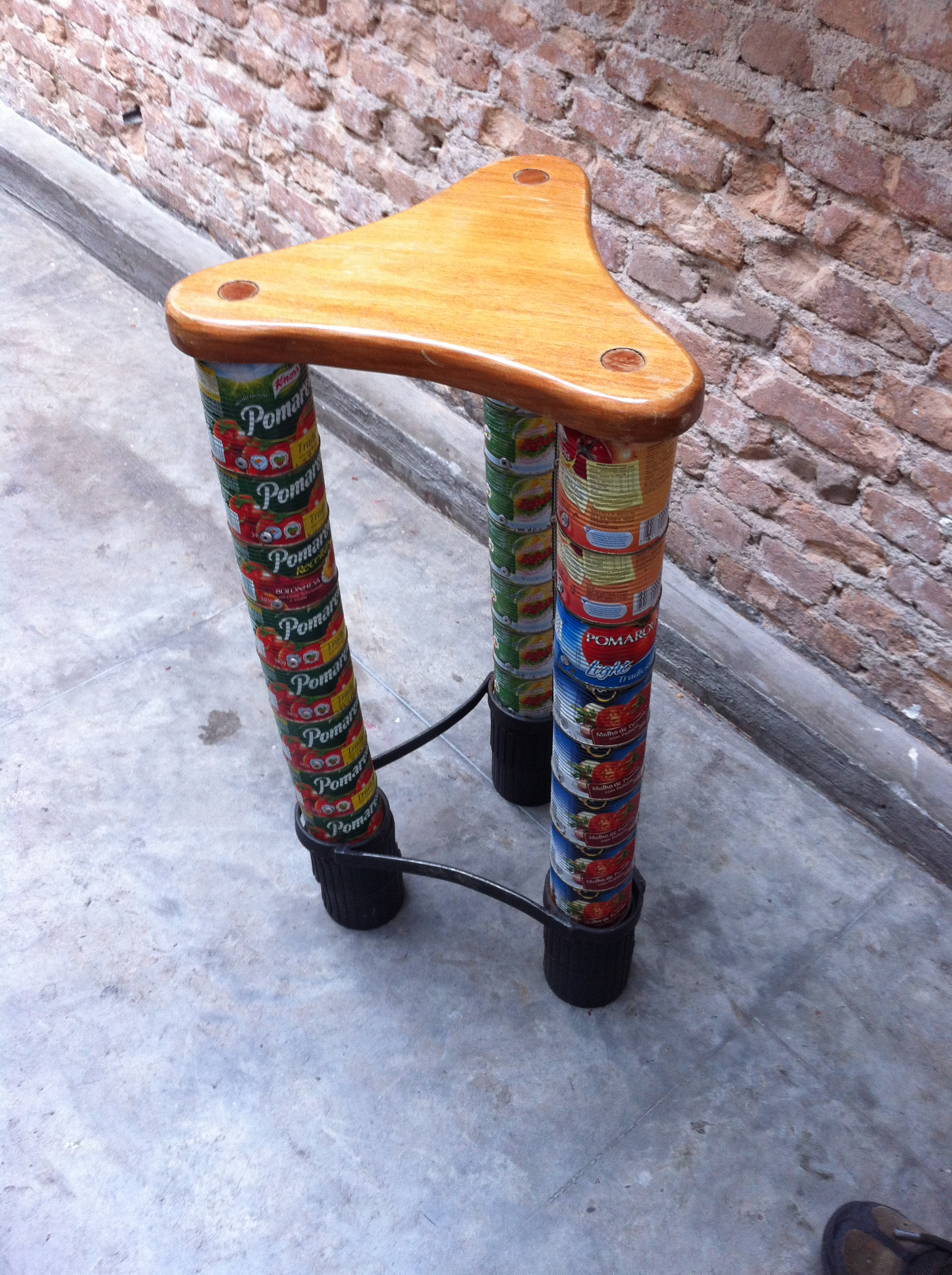
إعادة استخدام العلب ككرسي في البرازيل

إعادة التدوير للأفضل هي عملية تحويل النفايات أو المنتجات عديمة الفائدة إلى مواد أو منتجات جديدة جودتها أفضل أو لها فائدة بيئية أفضل.
كان أول من استخدم مصطلح إعادة التدوير للأفضل هو رينيه بيلز صاحب شركة «بليز» في مقال حرره ثورنتون سالفو في عام 1994.
"
وتحدثنا عن توجيه مجاري نفايات الهدم في الاتحاد الأوروبي، لقد أطلق عليها "التدوير" لكنني أطلق عليها إعادة التدوير لخفض القيمة؛ حيث يتم تكسير الطوب وكل شيء، وما نحن في حاجة إليه هو إعادة التدوير للأفضل - حيث نعطي المنتجات القديمة قيمة أعلى وليس قيمة أقل". وأعرب عن استيائه من الموقف الألماني وطلب توفير كمية كبيرة من الأخشاب بعد إعادة إصلاحها من مورد إنجليزي بموجب العقد المبرم في نورمبرج بينما يوجد أسفل الطريق مباشرة حمولة مماثلة من الحجارة تم تخريدها. وفي الطريق خارج مقره كانت نتائج ما قام به الألمان من إعادة تدوير نفايات الهدم، وكانت قطع الطوب صغيرة جدًا بحجم الإصبع وكان الطوب يدوي الصنع وكانت أجزاء البلاط القديم والأجزاء المميزة من المواد القديمة مختلطة بأجزاء الخرسانة المكسورة. هل هذا هو مستقبل أوروبا؟

## الخلفية التاريخية
كان مفهوم إعادة التدوير للأفضل عنوان كتاب ألماني ألفه جونتر بولي في عام 1997، وقد نشرت الترجمة المجانية بعنوان «زيادة الحجم» لأول مرة في عام 1996، وتم تعديل الإصدار الأول باللغة الألمانية بواسطة جوهانيس إف هارتكيمير ثم مدير كلية المجتمع المحلي في أوسنابروك. بعد ذلك، أدرج هذا المفهوم ويليام ماكدونو ومايكل برونجارت في كتابهما الصادر في عام 2000  من المهد إلى المهد: إعادة تشكيل طريقة تصنيع الأشياء (Cradle to Cradle: Remaking the Way We Make Things). ويقول الكاتبان أن الهدف من إعادة التدوير للأفضل هو منع إهدار المواد التي يمكن أن تكون مفيدة عن طريق استغلال المواد الموجودة، مما يقلل من استهلاك المواد الخام الجديدة عند تصنيع منتجات جديدة. كما أن الحد من استخدام المواد الخام الجديدة يمكن أن ينتج عنه خفض استهلاك الطاقة وتلوث الهواء وتلوث الماء وحتى انبعاثات الغازات الدفيئة.
إن مفهوم إعادة التدوير للأفضل هو المقابل لمفهوم إعادة التدوير لخفض القيمة، وهي النصف الآخر من عملية إعادة التدوير. تتضمن إعادة التدوير لخفض القيمة تحويل المواد أو المنتجات إلى مواد جديدة أقل نوعية، وتتضمن غالبية عمليات إعادة التدوير تحويل أو استخلاص مواد مفيدة من منتج ما وإيجاد منتج أو مادة جديدة.
على سبيل المثال، خلال عملية إعادة تدوير البلاستيك باستثناء ما يستخدم في تصنيع الزجاجات، فإنه يتم مزج جميع أنواع البلاستيك، وينتج عن ذلك مزيج هجين يستخدم في تصنيع تطبيقات البلاستيك الخشبي. ومع ذلك، لا يشبه هذا بوليمرات ABS التي تحتفظ بخصائص المواد البلاستيكية جيدًا، فالبلاستيك المعاد تدويره به مشكلة الفصل التي تتسبب في ضعف هيكلي في المنتج النهائي.
وفي الدول النامية حيث غالبًا ما تكون المواد الخام مكلفة، فعادة ما ينتشر استخدام إعادة التدوير على نطاق واسع بسبب ظروف الفقر.
وازداد استخدام مفهوم إعادة التدوير للأفضل بسبب الترويج الحالي له وانخفاض تكلفة المواد المعاد استخدامها. إن "Inhabitat" هي مدونة مخصصة للاستدامة البيئية والتصميم تجري مسابقة سنوية لأحسن تصميم يستخدم مفهوم إعادة التدوير للأفضل بمدخلات من جميع أنحاء العالم.
حقق مفهوم إعادة التدوير للأفضل نموًا في جميع أرجاء الولايات المتحدة الأمريكية، على سبيل المثال فإن عدد منتجات ايتساي المطبوع عليها كلمة «إعادة تدوير للأفضل» زادت من 7900 في يناير 2010 إلى ما يقترب من 30000 في غضون عام بزيادة نسبتها 275 في المائة. وفي أكتوبر 2011، اقترب هذا الرقم من 167000، بزيادة إضافية نسبتها 450%.